# Acanthogorgia turgida
Acanthogorgia turgida is een zachte koraalsoort uit de familie Acanthogorgiidae. De koraalsoort komt uit het geslacht Acanthogorgia. Acanthogorgia turgida werd in 1911 voor het eerst wetenschappelijk beschreven door Nutting. 